# Mathilde Vandorpe

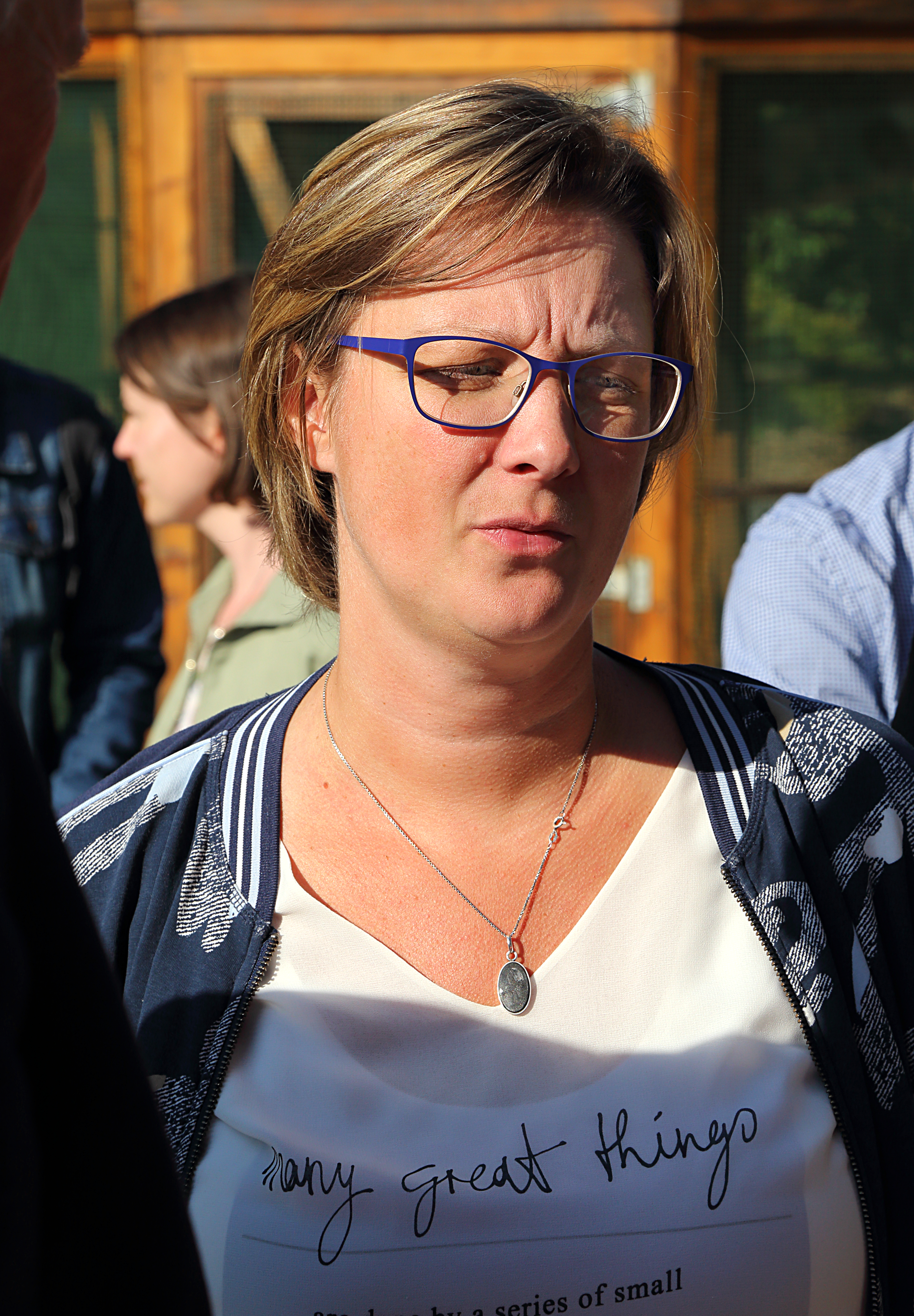
Mathilde Vandorpe

Mathilde Vandorpe (Moeskroen, 19 december 1981) is een Belgisch politica voor het cdH, sinds maart 2022 Les Engagés genaamd.

## Levensloop
Vandorpe behaalde in 2004 het diploma van regentes in de Franse letteren aan de Haute Ecole Libre du Hainaut-Occidental en was van 2004 tot 2014 leerkracht Frans aan het Collège Sainte-Marie in Moeskroen.
Ze sloot zich aan bij het cdH en was voor deze partij voor het eerst kandidaat bij de Waalse verkiezingen van juni 2004, zonder verkozen te geraken. Het was echter op lokaal niveau dat Vandorpe haar eerste stappen in de politiek zette. Ze werd ondervoorzitter van de lokale cdH-afdeling in Moeskroen en werd in oktober 2006 verkozen tot gemeenteraadslid van de stad. In december dat jaar trad ze toe tot het schepencollege als schepen van Jeugd, Leefmilieu en Gelijke Kansen. Na de gemeenteraadsverkiezingen van oktober 2012 werd ze schepen van Jeugd, Gelijke Kansen en Sport, wat ze bleef tot in juni 2014. Vervolgens was Vandorpe van 2014 tot 2018 titelvoerend schepen en sinds 2018 is ze fractievoorzitter in de gemeenteraad. 
Daarnaast werd Vandorpe van 2006 tot 2013 commissaris bij Simogel, de intercommunale voor de distributie van gas, elektriciteit en teledistributie in de streek van Moeskroen en van 2010 tot 2012 voorzitter van de openbare maatschappij voor het beheer van schoolgebouwen van de provincie Henegouwen. Van maart 2012 tot juni 2014 werkte ze deeltijds als deskundige op het kabinet van Waals minister Carlo Di Antonio. Voorts is ze sinds 2014 bestuurder bij Ipalle, de intercommunale voor omgevingsbeheer in Picardisch Wallonië en Zuid-Henegouwen, en sinds 2019 bestuurder bij IEG, de intercommunale voor economische ontwikkeling in de streek van Moeskroen.
Bij de Waalse verkiezingen van mei 2014 was Mathilde Vandorpe eerste opvolger op de cdH-lijst voor de kieskring Doornik-Aat-Moeskroen. In juni 2014 werd ze effectief lid van het Waals Parlement en het Parlement van de Franse Gemeenschap als vervanger van Alfred Gadenne, die koos voor zijn functie als burgemeester van Moeskroen. In het Waals Parlement werd ze van 2014 tot 2017 ondervoorzitter van de commissie Werk en Opleiding en richtte ze zich op lokale dossiers, het tewerkstellingsbeleid en dierenwelzijn. Vandorpe was tevens auteur van een voorstel tot decreet betreffende het verbieden van het kweken van pelsdieren en was een van de gangmakers achter het verbod op onverdoofd slachten en de nieuwe Waalse wetgeving over dierenwelzijn, die in 2017 respectievelijk 2018 werden aangenomen. Van 2017 tot 2019 was ze in het Waals Parlement eveneens lid van de commissie Sociale Actie, Gezondheid en Openbaar Ambt. In het Parlement van de Franse Gemeenschap werd ze lid van de commissie Onderwijs.
Bij de Waalse verkiezingen van mei 2019 werd ze als lijsttrekker in Doornik-Aat-Moeskroen herkozen. In het Parlement van de Franse Gemeenschap maakte ze van 2019 tot 2024 als secretaris deel uit van het Bureau van de assemblee. In het Waals Parlement werd ze lid van de commissie Werk, Sociale Actie en Gezondheid. Deze legislatuur legde Vandorpe zich toe op de problematiek van het huisartsentekort op het platteland en het gehandicaptenbeleid. In juni 2024 werd Vandorpe opnieuw herkozen. Vervolgens was ze in het Parlement van de Franse Gemeenschap tijdelijk tweede vicevoorzitter. Na de installatie van de Franse Gemeenschapsregering in juli 2024 werd ze er fractievoorzitter voor haar partij.